# My Beautiful Laundrette
My Beautiful Laundrette is een Britse film van Stephen Frears uit 1985. Er worden thema's in behandeld als homoseksualiteit, interraciale relaties en de droom van immigranten om in het Westen een beter leven uit te bouwen.

## Verhaal
Omar, de zoon van een Pakistaanse journalist, vraagt een baantje aan zijn ondernemende oom Nasser. Wanneer hij Nassers drugsdealende zoon Salim naar huis brengt, worden zij aangevallen door een bende rechts-extremisten. Tussen hen ziet Omar zijn oude jeugdvriend Johnny. Omar en Johnny nemen hun oude vriendschap weer op. Met het geld van Salims drugstransacties en de steun van Nasser, wiens dochter Tania hij ten huwelijk vraagt, wil Omar een wasserette uitbouwen. De onderneming wordt echter ondermijnd door aanvallen van de punkers en de leugens over de aard van Omars relatie tot Johnny.

## Rolverdeling
| Acteur           | Personage |
| ---------------- | --------- |
| Gordon Warnecke  | Omar      |
| Roshan Seth      | Hussein   |
| Saeed Jaffrey    | Nasser    |
| Rita Wolf        | Tania     |
| Daniel Day-Lewis | Johnny    |
| Derrick Branche  | Salim     |

## Kenmerken
De film dateert uit de Thatcher-periode en weerspiegelt de sociale onrust van die tijd. Het was een van de eerste films van de productiemaatschappij Working Title Films en de doorbraakfilm voor regisseur Stephen Frears.

## Toneeluitvoering
In september 2019 gaat een toneelversie van My Beautiful Laundrette in première in Leicester, gevolgd door uitvoeringen in andere Britse steden. Voor deze versie hebben de Pet Shop Boys een aantal instrumentale muziekstukken en nummers geschreven.